# Roman Opalka
Roman Opalka (Hocquincourt, 27 de agosto de 1931 - 6 de agosto de 2011) fue un pintor polaco nacido en Francia.
Sus padres eran polacos, de 1949 a 1956 estudió en la Escuela de Arte de Łódź, y en 1951 en la Academia de Bellas Artes de Varsovia. Entre 1958 y 1960 fue profesor de arte en la Casa de la Cultura de Varsovia.
En 1977 se instaló en Francia aunque es profesor invitado en la escuela de Bellas Artes de Düsseldorf y la Sommer Akademie de Salzburgo.

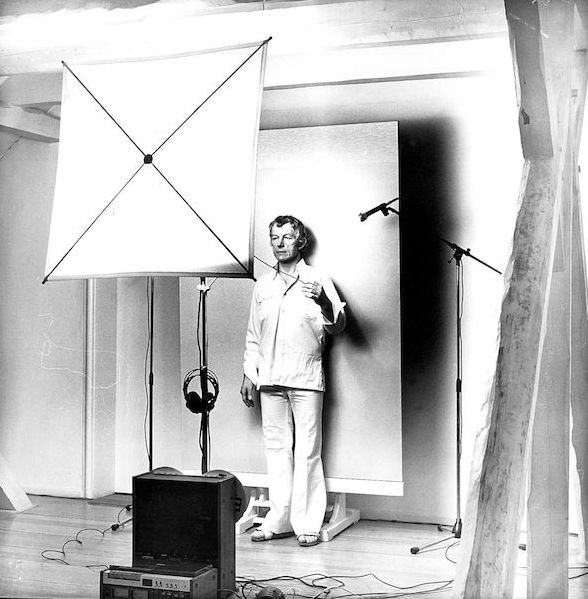
Roman Opalka de Lothar Wolleh.

Cuando esperaba a su esposa en un café de Varsovia y ella se retrasaba le llegó la idea de materializar la pintura del tiempo, así desde 1965 pinta líneas de números en orden creciente en óleos, con el fin de dejar una traza irreversible en el tiempo. Pinta alrededor de 380 números por día.
Sigue un proceso protocolario: utiliza lienzos de 196 x 135 a los que denomina Détail en el que dibuja los números blancos con un pincel nº 0 sobre un fondo negro, comienza por la esquina superior izquierda y termina en la inferior derecha. En 1972 alcanzó el número un millón. A partir de ahí decidió añadir un 1% de blanco al fondo de cada tela con lo que casi ha alcanzado el blanco. Al acabar de pintar los números los enumera y graba esa enumeración con un magnetófono y al acabar cada Détail realiza una foto consistente en un autorretrato delante del cuadro siempre en las mismas condiciones técnicas y de iluminación; de este modo se percibe el paralelismo entre la secuencia creciente de números y el envejecimiento del artista. Llegó hasta el número 5607249.
El matemático estadounidense Louis Leithold escogió esta obra pictórica de Roman Opalka para el diseño de la cubierta y las páginas capitulares de su libro de cálculo infinitesimal "El Cálculo con Geometría Analítica", 4.ª edición (1981 en inglés, 1982 en español).

## Exposiciones
Regularmente realiza exposiciones, algunas fueron:
- « OPALKA 1965/1-∞», Autorretratos, Gallery La Jolla, (California, Estados Unidos, 2002)
- « OPALKA 1965/1-∞ », Gran retrospectiva « Roman Opalka », Lindenau Museum (Altenburg, Alemania, 2002)
- Galerie Grant – Selwyn (Nueva York, Estados Unidos, 2003)
- "OCTOGONE" Museo de Arte Moderno de Saint-Étienne Métropole.  18 mai / 23 juillet 2006.